# Nomada panurgina
Nomada panurgina ist eine Biene aus der Familie der Apidae.

## Merkmale
Die Bienen haben eine Körperlänge von 6 bis 8 Millimetern. Der Kopf und Thorax der Weibchen ist schwarz und ist rot gezeichnet. Die Tergite sind rot, teilweise auch dunkelbraun. Das Labrum ist rot, hat drei Zähnchen und ist nach vorne stark verschmälert. Das dritte Fühlerglied ist deutlich länger als das vierte. Das Schildchen (Scutellum) und das Mesonotum sind ungleichmäßig punktförmig strukturiert, Ersteres ist rot und fällt flach nach hinten ab. Die Schienen (Tibien) der Hinterbeine sind am Ende stumpf und haben viele, dicht beieinander stehende, dunkle, dicke, kurze Dörnchen. Die Männchen sind den Weibchen ähnlich, ihre Hinterschienen sind am Ende dicht behaart und haben unauffällige kleine Dornen.

## Vorkommen und Lebensweise
Die Art ist in Südeuropa, Frankreich und dem Aostatal verbreitet. Die Tiere fliegen im Juli und August. Sie parasitieren Panurgus dentipes.

## Belege
Felix Amiet, M. Herrmann, A. Müller, R. Neumeyer: Fauna Helvetica 20: Apidae 5. Centre Suisse de Cartographie de la Faune, 2007, ISBN 978-2-88414-032-4.